# Tadatoshi Masuda
Tadatoshi Masuda (japanisch 増田 忠俊, Masuda Tadatoshi; * 25. Dezember 1973 in Kanbara (heute: Stadtbezirk Shimizu), Shizuoka, Präfektur Shizuoka) ist ein ehemaliger japanischer Fußballspieler.

## Nationalmannschaft
1998 debütierte Masuda für die japanische Fußballnationalmannschaft.

## Errungene Titel
- J. League: 1996, 1998, 2000
- Kaiserpokal: 1997, 2000
- J. League Cup: 1997, 2000